# Fédération des médecins suisses
Pour les articles homonymes, voir FMH.
La Fédération des médecins suisses (FMH de Foederatio Medicorum Helveticorum ou Verbindung der Schweizer Ärztinnen und Ärzte ou Federazione dei Medici Svizzeri) est l’association professionnelle des médecins suisses et l’organisation qui regroupe les quelque 70 sociétés de discipline médicale et sociétés cantonales de médecine ainsi que l’Association des médecins dirigeants d’hôpitaux de Suisse (AMDHS) et l’Association suisse des médecins-assistant-es et chef-fes de clinique (ASMAC). Association de droit privé indépendante sur les plans économique et politique, elle compte plus de 40 000 adhérents.

## Rôles
Les rôles de la FMH sont nombreux. Elle veille à ce que la Suisse dispose d’un système de santé de qualité et financièrement équilibré. Elle s’engage au niveau politique pour des soins médicaux de qualité et économiques et s'engage dans le domaine de la prévention et de la promotion de la santé. En tant qu’organisation professionnelle, elle défend les intérêts des médecins vis-à-vis des autorités et du public, joue un rôle déterminant dans l’élaboration et la maintenance des structures tarifaires et intervient dans l’assurance qualité médicale par le biais de l’Académie suisse pour la qualité en médecine (ASQM). 
En outre, la FMH réglemente et surveille la formation postgraduée des médecins par l'intermédiaire de l’Institut suisse pour la formation médicale postgraduée et continue (ISFM). Organe autonome de la FMH, l’ISFM est chargé de la remise des titres fédéraux de spécialiste, de la promulgation des réglementations pour la formation postgraduée et continue et de la certification des cliniques et cabinets médicaux pour la formation postgraduée. Les fondements de son activité figurent dans la Loi sur les professions médicales (LPMéd).

## Adhésion
L'adhésion à la FMH est réservée aux titulaires d'un diplôme fédéral de médecin ou d'un diplôme de médecin étranger reconnu. Les membres ordinaires adhèrent en même temps à l’une des organisations de base que sont les 24 sociétés cantonales de médecine, l’Association des médecins dirigeants d’hôpitaux de Suisse (AMDHS) et l’Association suisse des médecins-assistant-es et chef-fes de clinique (ASMAC).

## Historique
Le développement de la Fédération des médecins suisses a suivi le modèle de l’édification de l’État fédéral suisse, c’est-à-dire que l’organisation est née de la fusion des sociétés cantonales de médecine. Ces dernières sont apparues, pour la plupart, dans la première moitié du XIXe siècle.
En 1788, des praticiens gagnés aux Lumières fondèrent la première organisation professionnelle suisse, l’Helvetische Gesellschaft correspondierender Ärzte und Wundärzte. La première société intercantonale, la « Société médicale de la Suisse romande », fut fondée en 1867. Elle fut suivie trois ans plus tard par la fusion régionale des sociétés médicales suisses alémaniques et de l’organisation des médecins de la Suisse italienne sous le nom de « Ärztlicher Central-Verein der Schweiz ». En 1901, ces deux associations intercantonales s’unirent au sein de la plus grande organisation médicale de Suisse, la « Fédération des médecins suisses ». Une révision des statuts et l’édition d’un journal professionnel propre, le « Bulletin des médecins suisses », a conforté sa position en 1920. La mise en place d’un secrétariat général en 1923 a permis à la FMH de jeter les bases d’une organisation des médecins suisses représentative et efficace.
Le premier président central du corps médical suisse fut le médecin saint-gallois Jakob Laurenz Sonderegger. Le président actuel, Jürg Schlup, a été élu en juin 2012 et a succedé en décembre 2012 à Jacques de Haller, en fonction depuis 2004.

## Organes

### Chambre médicale
La Chambre médicale constitue en quelque sorte le parlement de la FMH. Organe suprême de la FMH après l’ensemble des membres (votation générale), elle se réunit deux fois par an et se compose de 200 délégués avec droit de vote délégués par les organisations de base et les organisations de spécialistes. Elle définit les lignes générales de la politique fédérative de la FMH, exerce une surveillance de l’activité des autres organes et prend des décisions contraignantes pour l’ensemble des membres selon les Statuts.

### Comité central
Organe directeur de la FMH, le Comité central dirige ses activités et la représente auprès des autorités et du public. Il définit des objectifs politiques et stratégiques et siège dans plusieurs commissions et institutions du secteur de la santé. La mise en œuvre des décisions de la Chambre médicale et de l’Assemblée des délégués relève, entre autres, également de ses attributions. Le Comité central est constitué de médecins représentant différentes spécialités médicales et régions linguistiques de la Suisse, élus pour un mandat de quatre ans. En 2016, il est composé de :
- Président : Jürg Schlup (Politique et communication) ;
- Vice-présidents : Christoph Bosshard (Données, démographie, qualité), Remo Osterwalder (Prestations et développement professionnel) ;
- Membres : Yvonne Gilli (Numérisation / eHealth), Carlos Beat Quinto (Santé publique et professions de la santé), Urs Stoffel (Médecine et tarifs ambulatoires) et Jürg Unger-Köppel (Médecine et tarifs hospitaliers).

### Assemblée des délégués
L’Assemblée des délégués est constituée de 33 membres issus des organisations faîtières et examine toutes les questions importantes en matière de politique de santé et professionnelle lors de cinq à six réunions par an. Elle examine et adopte en outre à l’intention de la Chambre médicale différentes affaires proposées par le Comité central, dont notamment les objectifs politiques et stratégiques.

### Secrétariat général
Le Secrétariat général constitue l’état-major de la FMH. Il est responsable de la coordination entre le niveau stratégique et politique et le niveau opérationnel de la FMH.

## Positions
Le 3 septembre 2020, l’Assemblée des délégués de la FMH a reconnu le dérèglement climatique comme « une menace substantielle pour la santé régionale et mondiale »,.

## Affiliations dans des organisations internationales
La FMH suit également les évolutions des systèmes de santé au niveau international. C’est la raison pour laquelle elle est membre actif de nombreuses organisations dans et hors de l’Europe :
- CPME (Comité Permanent des Médecins Européens)
- WMA (World Medical Association)
- UEMO (Union Européenne des Médecins Omnipraticiens/Médecins de Famille)
- UEMS (Union Européenne des Médecins Spécialistes)
- Bureau régional de l'OMS pour l'Europe
- AEMH (Association Européenne des Médecins des Hôpitaux)
- EANA (Groupement Européen des Médecins en Pratique Libre)
- CEOM (Conseil européen des Ordres des médecins)